# Alfréd Adda
Alfréd Eugen von Adda (né le 28 août 1888 à Sibiu, mort le 1er février 1980 à Bolzano) est un cavalier hongrois de concours complet.

## Biographie
Alfred Adda entame une carrière militaire. Il est diplômé de l'Académie militaire thérésienne le 19 août 1908 et devient lieutenant. Après cinquante et un mois de service sur les champs de bataille pendant la Première Guerre mondiale comme commandant de peloton puis de compagnie du 7e régiment de hussards, il est promu capitaine le 1er août 1916.
En 1928, il commande l'escadron de hussards de la première brigade mixte royale hongroise à Cegléd, et entre septembre 1929 et septembre 1932, la division de hussards 3/II à Tolna.
Il participe aux Jeux olympiques de 1928 à Amsterdam. Dans l'épreuve individuelle, il atteint la 15e place sur son cheval Alvezér ; l'équipe avec aussi Ottó Binder et Kálmán Cseh atteint la 11e place. Après les Jeux olympiques, Adda remporte le titre national. Entre les deux guerres mondiales, il est président de la Ligue royale hongroise de polo militaire.
En 1935, il est diplômé de l'école de formation des professeurs d'équitation d'Örkénytábor et d'attelage et sert dans l'Inspection du remplacement des chevaux du ministère de la Défense à partir du 1er juillet 1935. Durant la Seconde Guerre mondiale, où il fait quelques combats, il reçoit la Croix du mérite d'officier pour son excellent travail dans le domaine du rapatriement de l'armée et du développement de l'élevage national de chevaux depuis le 1er juillet 1936. Il prend sa retraite le 1er février 1943, mais est autorisé à conserver son poste.
Le 9 mai 1945, il est fait prisonnier à Waldhofen am Ybbs par les Soviétiques sur le territoire autrichien et libéré le 11 septembre 1948. Il sert peu après au commandement du groupe financier du ministère de la Défense, dans le comté de Fejér, basé à Székesfehérvár. Il monte activement et juge des compétitions.
Il quitte la Hongrie en 1956 et s'installe en Autriche puis va en 1960 en Italie. Il vit à Bolzano jusqu'à sa mort.